# Thomas Deng
Thomas Jok Deng (sinh ngày 20 tháng 3 năm 1997) là một cầu thủ bóng đá chuyên nghiệp người Úc thi đấu ở vị trí trung vệ cho câu lạc bộ Nhật Bản Albirex Niigata và đội tuyển quốc gia Úc.